# Takeru Satō
Takeru Satō (佐藤 健 Satō Takeru?,  Iwatsuki-ku, Prefectura de Saitama, 21 de marzo de 1989) es un actor y cantante japonés, afiliado a Amuse. Hizo su debut profesional en 2006 con el papel de Tōru Kouno en el dorama Princess Princess D. Al año siguiente, protagonizó la 17.ª serie de la franquicia de Kamen Rider, Kamen Rider Den-O. También es conocido por sus papeles posteriores en las dramatizaciones de Q10, Ryōmaden y recientemente en la adaptación a imagen real de Rurouni Kenshin.

## Primeros años
Satō nació el 21 de marzo de 1989 en el distrito de Iwatsuki-ku, Saitama. Tiene una hermana menor. Sus padres se divorciaron cuando estaba en la escuela secundaria. Se graduó de la Escuela Secundaria Koshigayakita de Saitama en 2007. Celebró su vigésimo cumpleaños (el Seijin no hi es un evento importante para los jóvenes japoneses, en el cual celebran su mayoría de edad) con un festival en Odaiba, Tokio, llamado "Takeru Festival 2009".

## Carrera
El primer papel desempeñado profesionalmente por Satō fue en el dorama para TV Asahi, Princess Princess D, donde apareció como Tōru Kōno. En 2007, apareció en Shinigami no Ballad como invitado (Kentaro Ishihara) y ganó popularidad en la entrega número 17.ª de la serie Kamen Rider como Ryotaro Nogami. Satoh afirma que Den-O se hizo popular por su carisma cómico.
Tras el éxito y la popularidad de Kamen Rider Den-O y otras dos películas, en la primavera de 2008 Satō protagonizó la premiada Rookies TBS con el papel secundario de Yuya Okada. Okada sería parte de un grupo de delincuentes que juegan en un club de béisbol, el cual fuera suspendido debido a una violenta participación en el último partido. El flamante y nuevo profesor, Koichi Kawato, los motivaría a perseguir el sueño de ganar el Torneo Nacional de Baseball para secundarias. Satoh considera que su papel en Rookies fue uno de sus papeles más característicos de su carrera aunque solo tuviera una pequeña participación. También aparece en el episodio especial de Rookies y protagonizó la versión cinematográfica en el verano de 2009.
En octubre de 2008, repitió su papel en la tercera película de Kamen Rider Den-O, la cual sería su última aparición como Ryotaro. Durante el mismo mes coprotagonizó el dorama Bloody Monday, basado en el manga homónimo, con su compañero de agencia Haruma Miura. Sus personajes Otoya Kujo y Takagi Fujimaru, respectivamente, son mejores amigos, tal como lo son Miura y Satō en la vida real. A principios de 2009, Satoh interpretó a Kento Shibata en Mei-chan no Shitsuji. Su papel en este dorama es uno de los favoritos entre sus fanes. Fue protagonista en la película Goemon y participó en la de Rookies en el verano de 2009. Más tarde fue estrella invitada en los programas de televisión Mr. Brain y True Horror Stories, y protagonizó MW Dai-0-sho. Hacia el año 2010, participó en el programa de televisión Ryōmaden y realizó un importante papel en la película Beck.
El 28 de junio de 2011, se anunció que interpretaría a Kenshin Himura en la adaptación a imagen real del manga Rurouni Kenshin, la cual se estrenó en 2012. Estrenada en agosto de 2012, la película recaudó un total de 3010 millones de yenes en la taquilla nacional.
Satoh hizo su debut en el escenario como Romeo en la adaptación japonesa del clásico de Shakespeare Romeo y Julieta en mayo de 2012.
Su proyecto posterior, Tonbi, fue una serie dramática basada en una novela de Shigematsu Kiyoshi. Luego protagonizó Real, una película de ciencia ficción y misterio dirigida por Kiyoshi Kurosawa, así como The Liar and His Lover (ella se enamoró de mi mentira/le gustan demasiado las mentiras), una película de adaptación en vivo basada en el manga Kanojo wa Uso o Aishisugiteru.
En 2014, Satoh interpretó el papel de un detective novato en Bitter Blood de Fuji TV. Repitió el papel de Himura Kenshin en dos películas secuelas de la franquicia de acción real de Rurouni Kenshin, Kyoto Inferno y The Legend Ends, ambas estrenadas en 2014. El autor del manga, Nobuhiro Watsuki, elogió la actuación de Satoh y lo llamó el actor ideal para interpretar a Kenshin. Él, junto con los coprotagonistas de Rurouni Kenshin, Emi Takei, Munetaka Aoki y el director Keishi Ōtomo, fueron designados como "Embajador de Amistad Cultural" en Filipinas por el ayuntamiento de Makati el 7 de agosto de 2014.
Basándose en su éxito cinematográfico, hizo su regreso a la televisión con la aclamada serie de TBS, The Emperor's Cook a principios de 2015. Siguió con 3 películas de Toho Corporation en 2015 y 2016, incluida la adaptación en vivo de manga Bakuman y la adaptación de novela ligera If Cats Disappeared from the World, en el papel de Alguien. Su papel en la película de 2017 The 8-Year Engagement (La verdadera historia del milagro de la novia durante 8 años) le valió una nominación a mejor actor en los 41° Premio de la Academia de Japón. En 2018, protagonizó dos series de televisión galardonadas: NHK Asadora Hanbun, Aoi y la serie de TBS, Blues of Stepmother and Daughter. En el mismo año repitió el papel de Ryotaro Nogami en la última película de Kamen Rider del período Heisei.
En 2018 se anunció que la serie Rurouni Kenshin tendrá dos entregas más, una precuela y una secuela de la trilogía original con Satoh retomando su papel principal. La filmación principal concluyó en junio de 2019 y las películas se proyectaron en el 2020.
En 2021, Satoh, junto con One OK Rock y Ryūnosuke Kamiki dejaron Amuse, Inc. y establecieron una nueva agencia con el co-actor, Ryunosuke Kamiki, llamada "Co-LaVo". Además, es un miembro no oficial de Elite Four en el Juego de Cartas Coleccionables Pokémon desde el 14 de diciembre de 2021.

## Filmografía

### Dramas
| Año  | Emisora  | Dorama                                       | Título en japonés               | Papel                                                       |
| ---- | -------- | -------------------------------------------- | ------------------------------- | ----------------------------------------------------------- |
| 2006 | TV Asahi | Princess Princess D                          | プリンセス・プリンセス D        | Tooru Kouno                                                 |
| 2007 | TV Tokyo | Shinigami no Ballad                          | しにがみのバラッド              | Kantarō Ichihara (Estrella Invitada en los Episodios 7 & 8) |
| 2007 | TV Asahi | Kamen Rider Den-O                            | 仮面ライダー電王                | Ryotaro Nogami                                              |
| 2008 | TBS      | Rookies                                      | ルーキーズ                      | Yuuya Okada                                                 |
| 2008 | TBS      | Bloody Monday                                | ブラッディ・マンデイ            | Otoya Kujo                                                  |
| 2009 | Fuji TV  | Mei-chan no Shitsuji                         | メイちゃんの執事                | Kento Shibata                                               |
| 2009 | TBS      | MR. BRAIN                                    | ミスターブレイン                | Masaru Nakagawa (Estrella Invitada en los Episodios 4 & 5)  |
| 2009 | NTV      | MW Dai-0-sho: Akuma no Game                  | MW―ムウ― 第0章 ～悪魔のゲーム～ | Takashi Morioka                                             |
| 2009 | Fuji TV  | Hontou ni Atta Kowai Hanashi — Kao no Michi  | ほんとにあった怖い話 ~顔の道~   | Shoutaro (Estrella Invitada en el Episodio 5)               |
| 2010 | NHK      | Ryōmaden                                     | 龍馬伝                          | Okada Izō                                                   |
| 2010 | TBS      | Bloody Monday 2                              | ブラッディ・マンデイ 2          | Otoya Kujo                                                  |
| 2010 | NTV      | Q10                                          | Q10 (キュート)                  | Heita Fukai                                                 |
| 2011 | TBS      | Fuyu no Sakura                               | 冬のサクラ                      | Hajime Inaba                                                |
| 2011 | Fuji TV  | Saigo no Kizuna: Okinawa Hikisakareta Kyodai | 最後の絆 沖縄 引き裂かれた兄弟  | Agarie Yasuharu                                             |
| 2013 | TBS      | Tonbi                                        | とんび                          | Ichikawa Akira                                              |
| 2013 | TBS      | Tonbi                                        | とんび                          | Ichikawa Akira                                              |
| 2014 | Fuji TV  | Bitter Blood                                 | ビター・ブラッド                | Sahara Natsuki                                              |
| 2015 | TBS      | The Emperor's Cook                           | 天皇の料理番                    | Tokuzo Akiyama                                              |

### Películas
| Año  | Película                                  | Título en japonés                                        | Romanización                                            | Papel                   |
| ---- | ----------------------------------------- | -------------------------------------------------------- | ------------------------------------------------------- | ----------------------- |
| 2007 | Kamen Rider Den-O: I'm Born!              | 劇場版 仮面ライダー電王 俺、誕生                         | Gekijōban Kamen Raidā Den'ō Ore, Tanjō!                 | Ryotaro Nogami          |
| 2008 | Kamen Rider Den-O & Kiva: Climax Deka     | 劇場版 仮面ライダー電王＆キバ クライマックス刑事（デカ   | Gekijōban Kamen Raidā Den'ō ando Kiba Kuraimakkusu Deka | Ryotaro Nogami          |
| 2008 | Saraba Kamen Rider Den-O: Final Countdown | 劇場版 さらば仮面ライダー電王 ファイナル・カウントダウン | Gekijōban Saraba Kamen Raidā Den'ō Fainaru Kauntodaun   | Ryotaro Nogami          |
| 2009 | Goemon                                    | GOEMON                                                   | Goemon                                                  | Young Saizou Kirigakure |
| 2009 | Rookies -Graduation-                      | ルーキーズ -卒業-                                        | Rookies -Sotsugyō-                                      | Yuya Okada              |
| 2010 | TRICK 3                                   | 劇場版TRICK 霊能力者バトルロイヤル                       | Gekijyōban TRICK Reinōryokusha Batoruroiyaru            | Shohei Nakamori         |
| 2010 | BECK                                      | BECK                                                     | BECK                                                    | Yukio "Koyuki" Tanaka   |
| 2012 | Rurouni Kenshin                           | るろうに剣心                                             | Rurōni Kenshin                                          | Himura Kenshin          |
| 2013 | Real                                      | リアル〜完全なる首長竜の日                               | Riaru Kanzen Naru Kubinagaryu no Hi                     | Koichi Fujita           |
| 2013 | The Liar and His Lover                    | カノジョは嘘を愛しすぎてる                               | Kanojo wa Uso o Aishisugiteru                           | Aki Ogasawara           |
| 2014 | Rurouni Kenshin: Kyoto Inferno            | るろうに剣心 京都大火編                                  | Rurōni Kenshin: Kyoto Taika-hen                         | Himura Kenshin          |
| 2014 | Rurouni Kenshin: The Legend Ends          | るろうに剣心 伝説の最期編                                | Rurōni Kenshin: Densetsu no Saigo-hen                   | Himura Kenshin          |
| 2017 | The 8-Year Engagement                     | 8年越しの花嫁 奇跡の実話                                 | 8-nengoshi no Hanayome: Kiseki no Jitsuwa               | Hisashi                 |
| 2018 | Kamen Rider Heisei Generations FOREVER    | 仮面ライダー平成ジェネレーションズFOREVER                | Kamen Raidā Heisei Jenerēshonzu Foebā                   | Ryotaro Nogami          |
| 2021 | Rurouni Kenshin: The Final                | るろうに剣心最終/始まり                                  | Rurōni Kenshin: Saishusho The Final                     | Himura Kenshin          |
| 2021 | Rurouni Kenshin: The Beginning            | るろうに剣心 最終章                                      | Rurōni Kenshin: Saishusho The Beginning                 | Himura Kenshin          |
| 2021 | Belle                                     | 竜とそばかすの姫                                         | Ryū to sobakasu no hime                                 | El Dragón-Kei           |
| 2021 | In the Wake                               | 護られなかった者たちへ                                   | Mamorarenakatta Monotachi e                             | Yasuhisa Tone           |

### PV
- Bahashishi, Oasis(オアシス)(2007)
- Bahashishi, Yakusoku (約束)(2007)
- Bahashishi, Kiseki (キセキ)(2008)
- Mayday - Do You Ever Shine? (2014)
- HARUHI - ひずみ (2016)

## Discografía

### Singles
- "Pre-go ~ZERO~" (2007)
- "Double-Action" (2007)
- "Perfect-Action ~Double-Action Complete Collection~" (2007)
- "Real-Action" (2007)
- "Double-Action Wing form" (2008)

### DVD
- "My Color" (2008)
- "HT"(HT 〜N.Y.の中心で、鍋をつつく〜) (2010)

## CM
- Otsuka Pharmaceutical Co.「Oronamin C」 (2007)
- Bandai Namco Group「DX Den O Belt Den Gasher」(2007)
- Nike「Jersey」(2007–2008)
- Hudson Soft Company「Mezase Tsuri Master」(2008)
- Itōen
  - 「W BLACK」(2009)
  - 「MINERAL SPARKIES」(2009)
- LOTTE
  - 「Fit's」(2009–)
  - 「Ghana chocolate」(2009)
  - 「Coolish」(2009)
- Sony Music Japan International Inc.「Time Flies...1994–2009(Oasis)」(2010)
- KOSÉ「Cosmagic」(2010–)
- Suntory Holdings Limited「Horoyoi」(2010–)
- NTT Communications Corp「Hikari Portable」(2010–)
- Japan Post Bank「Family Yū-cho」(2010–)
- Acecook「JANJAN Yakisoba」(2010–)
- Panasonic「LUMIX DF2」(2010–)
- Japan Racing Association「CLUB KEIBA」(2011)
- New Balance「PF Flyers」(2011)

## Photobooks
- Pre-go ~ZERO~ (2007)
- "Intently" Primer Photobook (2008)
- "400 Days" Álbum Fotográfico/ Diario (2008)
- TAKERU MAGAZINE/TAKERU MAGAZINE PLUS (2008–)
- Deep Breathing/「深呼吸。」Segundo Photobook (2009)
- "So Far So Good!" TAKERU SATOH PROFILE 2007–2010 (2010)
- "NOUVELLES" (2011)
- Rocka Nibunnoichi 1/2 Vol. 1, 2, and 3 (2013)
- Rurouni Kenshin (2014)
- Alternative (2014)

## Premios y nominaciones
| Año  | Premio                                  | Categoría                | Trabajo Nominado                    | Resultado | Ref.   |
| ---- | --------------------------------------- | ------------------------ | ----------------------------------- | --------- | ------ |
| 2009 | 60th Television Drama Academy Awards    | Mejor actor de reparto   | Mei-chan no Shitsuji                | Ganador   |        |
| 2011 | 2011 Elan D’or Award                    | Novato del Año           |                                     | Ganador   | [ 18 ] |
| 2012 | Japan Action Awards 2012                | Mejor Actor de Acción    | Rurouni Kenshin                     | Ganador   |        |
| 2014 | Hochi Film Award\|Hochi Film Award 2014 | Mejor Actor              | The Liar and His Lover              | Nominado  | [ 19 ] |
| 2014 | Hochi Film Award\|Hochi Film Award 2014 | Mejor Actor              | RK: Kyoto Inferno & The Legend Ends | Nominado  | [ 19 ] |
| 2015 | Japan Action Awards 2015                | Mejor Escena de Acción   | RK: Kyoto Inferno & The Legend Ends | Ganador   | [ 20 ] |
| 2015 | Japan Action Awards 2015                | Mejor Película de Acción | RK: Kyoto Inferno & The Legend Ends | Ganador   | [ 20 ] |
| 2015 | Japan Action Awards 2015                | Mejor Actor de Acción    | RK: Kyoto Inferno & The Legend Ends | Ganador   | [ 20 ] |
| 2015 | 9th Asian Film Awards                   | Mejor Actor              | Rurouni Kenshin: The Legend Ends    | Nominado  | [ 21 ] |